# Tora Suber
Tora Suber (Coatesville, 23 novembre 1974) è un'ex cestista e allenatrice di pallacanestro statunitense, professionista nella WNBA.

## Carriera
È stata selezionata dalle Charlotte Sting al primo giro del Draft WNBA 1997 (7ª scelta assoluta).